# Crema de castañas
La crema de castañas (en idioma francés crème de marrons) es una especialidad gastronómica inventada en 1885 por el industrial francés Clément Faugier que pretendía con ello aprovechar las castañas que se rompían durante la elaboración de las castañas confitadas (marron glacé). Se trata de una pasta dulce de consistencia similar a una mermelada elaborada con restos de marrons glacés, pulpa de castañas cocidas al vapor, almíbar, azúcar y vainilla.
En  1924, Clément Faugier registró la marca Crème de marrons de l'Ardèche, que sigue siendo la más reputada en Francia.
Se puede comer al natural, si bien suele utilizarse para endulzar otros postres como crepes, yogures, panqueques o queso fresco.
- Datos: Q1363560
- Multimedia: Chestnut spreads / Q1363560